# Маан
Маан (Маргания, Аныраа, Аан, Яган, Агановы, Апсуваевы) — древний абхазский дворянский род.

## История
Фамилия Маан была распространена среди аристократии Великой Абхазии XVIII — середины XIX веков. Помещики из этого рода владели большими поместья и проживали как в княжеской Абхазии и в Малой Абхазии (Джигетии), так и в верховьях Кубани (Ащхаруа). В настоящее время представители этого рода проживают также и в Кабарде и в Балкарии.
В разных местах фамилия Маан употреблялась по-разному, в зависимости от диалектных особенностей и местных
традиций. Во внутренней Абхазии (Республика Абхазия) в настоящее время чаще пользуются формой Маан или Маргания. В горных районах исторической Абхазии — Аан (Агановы), Аныраа (Нировы), Яган (Ягановы). Эти различия сохраняются и у абхазов-эмигрантов, проживающих в Турции.
Так как люди из рода Маан владели, помимо поместий, также и высокогорными пастбищами, целый ряд топонимических названий приморской и нагорной Абхазии связан с фамилией Маан: Маан-шьха (гора Маана), Маан идзыхь (родник Маана), Маан игуара (загон Маана).
Ответвления рода для метки своих табунов и стад, пользовались одинаковыми или схожими тамгами. Все они являются легко узнаваемыми вариациями главной тамги-прародительницы. Этим доказывается общее происхождение Маанов, живут ли они в Абхазии или в Карачаево-Черкесии под фамилией Аганов или в Кабарде или Турции под фамилией Яган.

## Известные представители

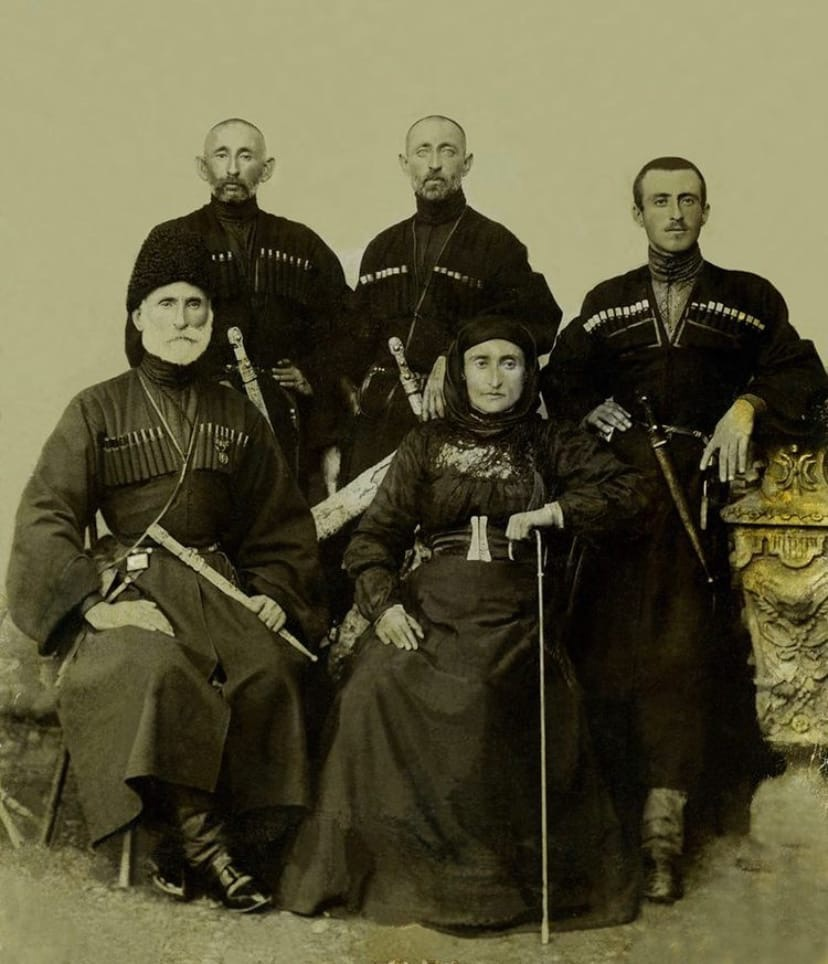
Представители рода Маан, 1876 г.

### Маан
- Маан, Кац Бежанович (1766—1864/66) — абхазский военный и государственный деятель.
- Маан, Озбак — Внук Каца Маана, поднимал восстания 1866/1877 гг. в Абхазии. Воспет в абхазской песне «Озбакь ахаца».
- Маан, Камлат — сын Каца Маана, участник восстаний в Абхазии.
- Маан, Омар Владимирович (род. 1960) — абхазский историк и этнограф.
- Атия-ханум (1882—1969) — внучка Каца Маана, была замужем за султаном Турции Абдул-Хамидом II.

### Маргания
- Маргания, Владимир Чичинович (1928—1958) — советский футболист, вратарь, заслуженный мастер спорта СССР.
- Маргания, Зураб Бесланович (род. 1969) — абхазский государственный и политический деятель, председатель Службы госбезопасности Республики Абхазия.